# Бруклин Парк (Минесота)
Бруклин Парк (енгл. Brooklyn Park) град је у америчкој савезној држави Минесота.

## Демографија
По попису из 2010. године број становника је 75.781, што је 8.393 (12,5%) становника више него 2000. године.
| Група             | 2000.          | 2010.          |
| Белци             | 47.365 (70,3%) | 37.948 (50,1%) |
| Афроамериканци    | 9.659 (14,3%)  | 18.480 (24,4%) |
| Азијати           | 6.214 (9,2%)   | 11.687 (15,4%) |
| Хиспаноамериканци | 1.944 (2,9%)   | 4.841 (6,4%)   |
| Укупно            | 67.388         | 75.781         |